# Gisele Bündchen
Gisele Caroline Bündchen (ur. 20 lipca 1980 w Horizontina w Rio Grande do Sul w Brazylii) – brazylijska supermodelka pochodzenia niemieckiego współpracująca z projektantami, fotografami i magazynami poświęconymi modzie, a także aktorka i piosenkarka. Została okrzyknięta najsławniejszą i najlepiej opłacaną modelką na świecie. Od początku swojej kariery w latach 90., Gisele pojawia się na wielu billboardach oraz w ogłoszeniach prasowych i telewizyjnych. Obecnie jest rzeczniczką ponad dwudziestu światowych marek, m.in. w Stanach Zjednoczonych, Brazylii, Meksyku, Niemczech, Włoszech, Francji, Korei, Turcji i Szwajcarii.
Początkowo myślała o karierze sportowej, w końcu jednak postanowiła poświęcić się modzie. Współpracowała z takimi markami, projektantami i fotografami jak: Balenciaga, Christian Dior, Dolce & Gabbana, Missoni, Versace, Céline, Givenchy, Bulgari, Lanvin, Guerlain, Ralph Lauren, Polo Jeans, Victoria’s Secret, Earl Jeans, Mario Testino, Steven Meisel, Nick Knight, Steven Klein, Craig McDean, Michael Thompson, Mert & Marcus, Inez & Vinoodth, Alex Cayley, Solve Sundsbo, Regan Cameron, Phil Poynter, Corrine Day, Gilles Bensimon i Patrick Demachelier.

## Początki
Gisele przyszła na świat w południowo-brazylijskiej Horizontinie. Jej rodzice, Vânia Maria Nonnenmacher i Valdir Reinoldo Bündchen, mają niemieckie korzenie. Gisele ma sześć sióstr, w tym jedną bliźniaczkę Patrícię (młodszą od Gisele o pięć minut). Początkowo Gisele chciała zostać zawodową siatkarką w barwach brazylijskiej drużyny Sogipa. W czasach szkolnych znana była pod wieloma przydomkami określającymi jej wyjątkowo szczupłe kształty. Wedle znanej anegdoty na temat odkrycia przyszłej gwiazdy światowych wybiegów, 14-letnia Gisele została wypatrzona przez pracownika agencji mody podczas posiłku w miejscowym McDonaldsie. Parę miesięcy wcześniej, na polecenie matki, ówczesna trzynastolatka zapisała się na kurs modelingu dla nastolatek wraz z dwiema siostrami. Rok później (tj. w 1994 r.), Gisele wyjechała do São Paulo, aby oceniono ją przez agentów prestiżowej agencji Elite. Następnie zgłoszono ją do ogólnokrajowego konkursu „Elite Look of the Year”, w którym zajęła drugie miejsce. W międzynarodowej edycji konkursu na hiszpańskiej Ibizie, Gisele uplasowała się na czwartej pozycji.

## Kariera modelki

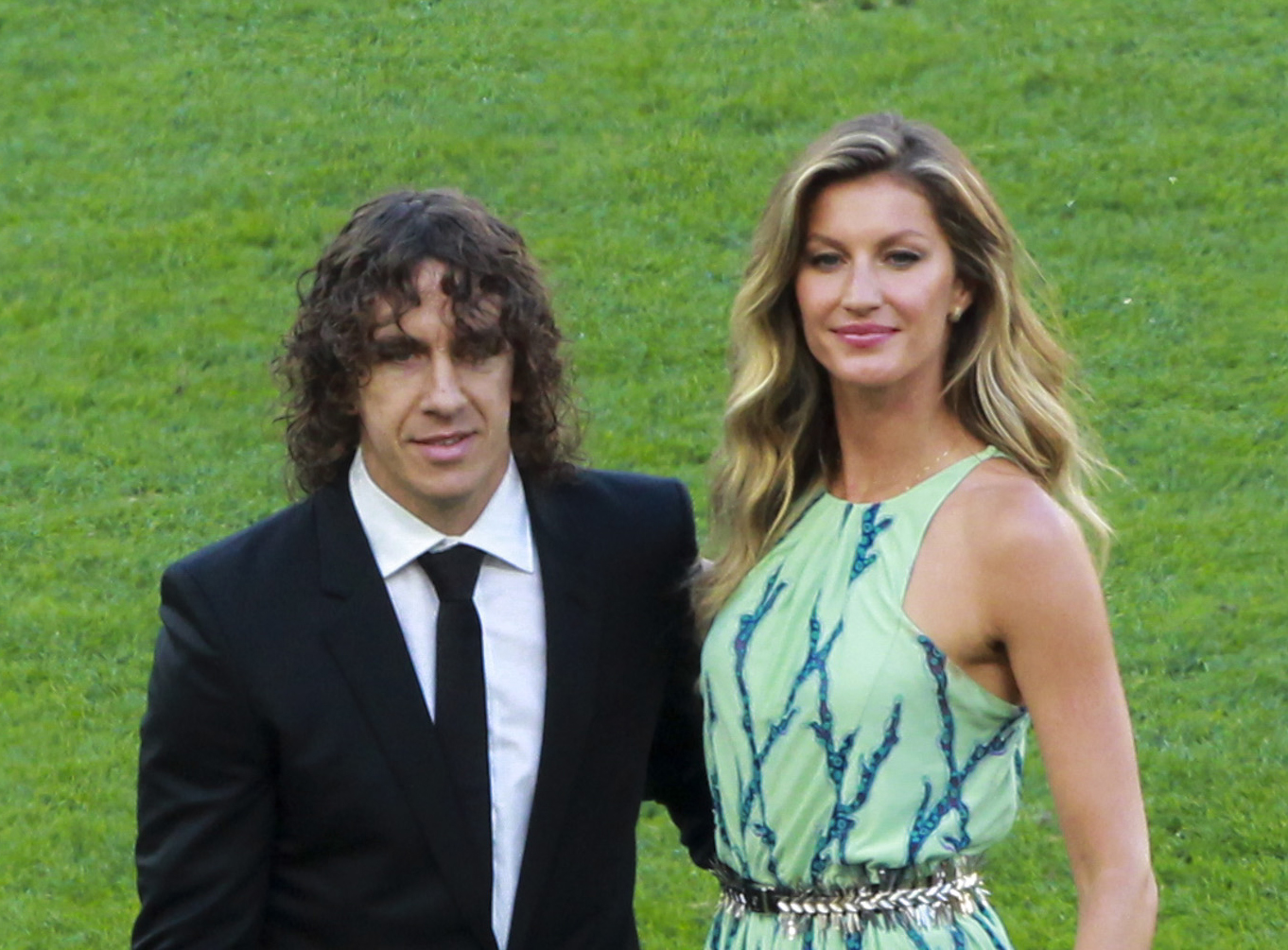
Gisele Bündchen podczas finału Mistrzostw Świata w piłce nożnej w 2014 roku

W 1996 roku, celem rozpoczęcia kariery modelki, Gisele przeniosła się do Nowego Jorku, gdzie zadebiutowała w pokazie z renomowanego cyklu „Fashion Week”. Po wygranej w łączonym konkursie stacji VH1 i pisma „Vogue” na najlepszą modelkę w 1999 roku, Gisele została współprowadzącą wspomnianej gali w rok później. „Vogue” okrzyknął ją „modelką tysiąclecia”, opisując jej fenomen jako „powrót seksownej modelki”. W 2000 roku, jako czwarta modelka w historii, została uwieczniona na okładce słynnego magazynu „Rolling Stone”. Uznano ją wtedy za „najpiękniejszą dziewczynę na świecie”. Jej zdjęcie zajęło kartę stycznia w kalendarzu Pirelli na rok 2001. Od czasów swojego debiutu w zawodzie, Gisele była twarzą niezliczonych kampanii reklamowych takich firm, jak: Dior, Dolce & Gabbana, Versace, Givenchy, Valentino, Ralph Lauren czy Chloe. Oprócz tego reklamuje także wiodącą brazylijską sieć telefonii komórkowej Vivo. Wkrótce po zaangażowaniu modelki przez sieć butików C&A i rozpoczęciu nadawania spotów reklamowych z jej udziałem, sprzedaż firmy wzrosła o 30 procent.
W maju 2006 roku Gisele podpisała wielomilionowy kontrakt z amerykańskim potentatem komputerowym Apple, występując w reklamach promujących nową wersję komputerów Macintosh. Z kolei wyniki sprzedaży firmowanych jej nazwiskiem sandałów firmy Grendene wyniosły ponad sto milionów par licząc od 2001 roku. Jest także właścicielką hotelu „Palladium Executive” na południu Brazylii.
Gisele regularnie współpracuje z największymi fotografami świata mody, takimi jak: Karl Lagerfeld, Annie Leibovitz, Mario Testino czy Peter Lindbergh. Zaszczyciła swoim wizerunkiem okładki niezliczonych pism na całym świecie, począwszy od „Vogue’a”, przez „Bazaar”, „Elle”, „Time”, „Vanity Fair”, „Forbesa”, „Esquire”, „GQ” i „Marie Claire”, na „Newsweeku” kończąc.
Jest najbogatszą modelką świata. Tylko w 2006 roku zarobiła 33 miliony dolarów (dla porównania na drugim miejscu jest Kate Moss z kwotą „tylko” 9 milionów, a na trzecim Heidi Klum z 8 milionami dolarów).

## Kariera aktorska
Rozpatrując karierę filmową, powiedziała: „Myślę, że byłoby to interesujące przeżycie, chociaż jestem jeszcze młoda i lubię to, co robię teraz, bo wydaje mi się, że i tak nic nie trwa wiecznie”. W 2004 roku Gisele zadebiutowała na wielkim ekranie w amerykańskiej adaptacji głośnej komedii Taxi pióra Luca Bessona. Pojawiła się również dwa lata później w komedii Diabeł ubiera się u Prady (u boku Meryl Streep i Anne Hathaway).

## Kariera muzyczna
W 2013 Gisele wydała singel „All Day and All of the Night” będący coverem utworu brytyjskiego zespołu rockowego The Kinks. W 2014 r. wraz z francuskim producentem muzycznym, Bobem Sinclarem wydała singel „Heart Of Glass”, który był z kolei coverem utworu amerykańskiego zespołu Blondie. Singel ten notowany był na listach przebojów m.in. we Francji i w Niemczech.

## Życie prywatne
W latach 2000–2005 spotykała się z Leonardem DiCaprio. Po krótkim związku z surferem Kellym Slaterem pod koniec 2006 r. Gisele zaczęła spotykać się z Tomem Bradym.
W czwartek, 26 lutego 2009 r. Bündchen i Brady wzięli skromny ślub w Los Angeles. 5 kwietnia 2009 r. para ponownie się pobrała podczas większej ceremonii w Kostaryce. W ślubie udział brał syn Brady’ego ze związku z Bridget Moynahan, John Edward Thomas „Jack” Brady. Podczas kwietniowych zaślubin Gisele miała na sobie suknię projektu Johna Galliano.
8 grudnia 2009 r. w Bostonie na świat przyszło pierwsze dziecko Bündchen, syn Benjamin.
5 grudnia 2012 r. urodziła drugie dziecko – córkę Vivian. W 2025 roku przyszło na świat jej trzecie dziecko ze związku z Joaquimem Valente

## Filmografia
- 2004: New York Taxi – Vanessa
- 2006: Diabeł ubiera się u Prady – Serena
- 2008: Coração Vagabundo – ona sama

## Dyskografia
Single
| 2013                                                    | „All Day and All of the Night”          | –  | –  | –  | –  | –  |
| 2014                                                    | „Heart Of Glass” (Gisele & Bob Sinclar) | 63 | 31 | 73 | 31 | 27 |
| „–” oznacza, że album nie był notowany na danej liście. |                                         |    |    |    |    |    |

Teledyski
| Rok  | Tytuł                          | Reżyser      |
| ---- | ------------------------------ | ------------ |
| 2013 | „All Day and All of the Night” | Amir Chamdin |
| 2014 | „Heart Of Glass”               |              |